# Tu-104 (航空機)
Tu-104
アエロフロート・ソビエト航空のTu-104A
- 用途：大型旅客機
- 分類：航空機
- 製造者：ツポレフ設計局
- 初飛行：1955年6月17日
- 生産数：201機
- 生産開始：1956年～1960年
- 運用開始：1956年9月15日
- 退役：1986年
- 運用状況：退役

Tu-104(ツポレフ104；ロシア語:Ту-104トゥー・ストー・チトィーリェ)は、ソ連の航空機設計機関であったツポレフ設計局が最初に開発したターボジェット双発旅客機である。短中距離用の機体であった。北大西洋条約機構(NATO)は、「キャメル」(駱駝)というNATOコードネームを割り当てた。
また、Tu-104は世界で営業運航をした2番目のジェット旅客機であり、これはアメリカ製ジェット旅客機よりも早かった。しかし、機体は中距離爆撃機のTu-16から開発されたため、主翼の桁から客室内に段差が有り、燃費が悪いなど運航費用も高く経済的ではなかった。201機以上が生産された。なお派生形としてTu-110、Tu-124がある。

## 機体の特色
Tu-104は、1954年に初飛行を果たした。1955年11月6日には、ウクライナSSRのハルキウ航空機工場で最初の量産機が飛行した。
西側諸国にはじめてTu-104の存在が知られたのは1956年であり、当時のソ連の指導者ニキータ・フルシチョフがイギリス訪問で使用（このときの飛行は原型機であったという）したためである。当時は世界初のジェット旅客機であるイギリス製コメットが構造欠陥のために運航停止していた上、まだボーイング707やダグラス DC-8も開発段階であったため、ソ連による予想外のジェット旅客機の就航は西側に衝撃を与えた。

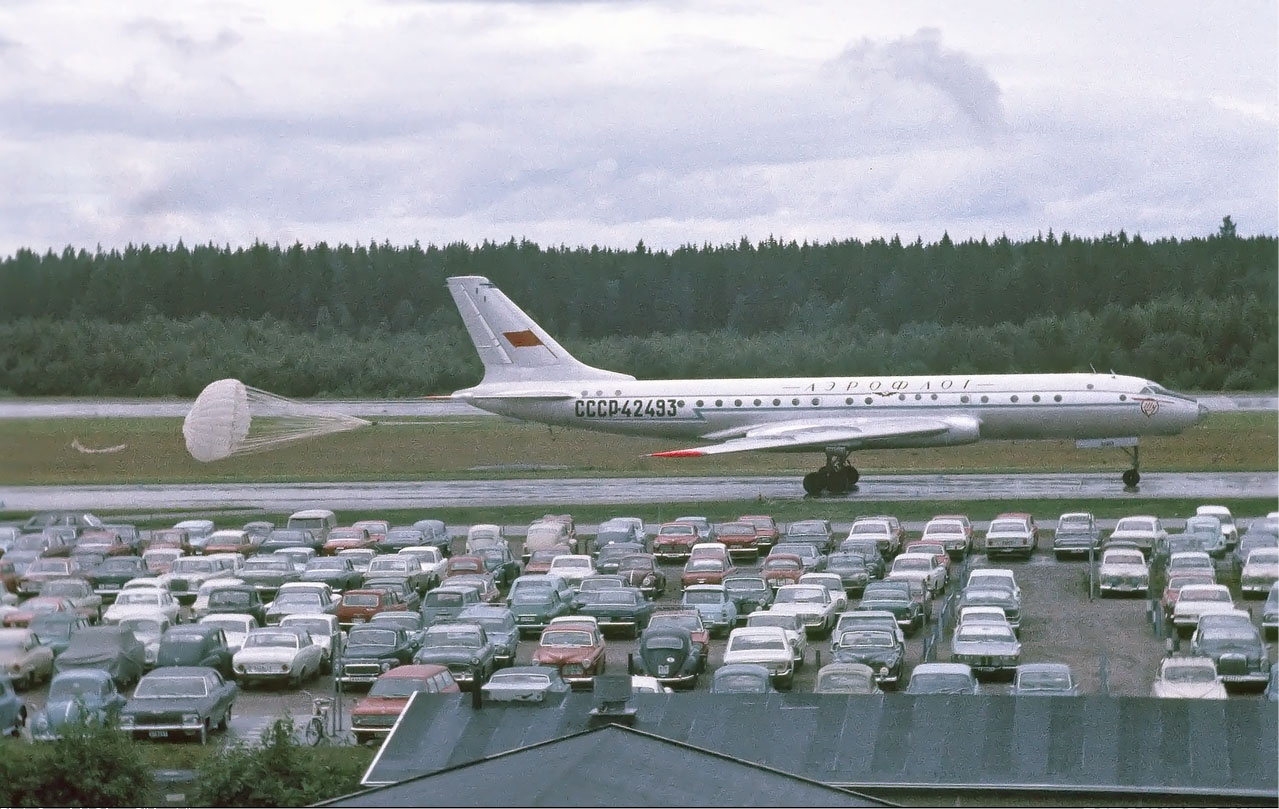
パラシュートで減速して着陸するTu-104B

実際には、前述のようにTu-16爆撃機の改良型であり、旅客機としてみればあらゆる面で物足りないものであった。 また、この旅客機のエンジンの取り付け方法はTu-16に近似の主翼の根元に埋め込んだものであり、コメットに類似した方法でもあった。着陸時の減速用に内蔵パラシュートを使用することも多かった。

## 機体の導入

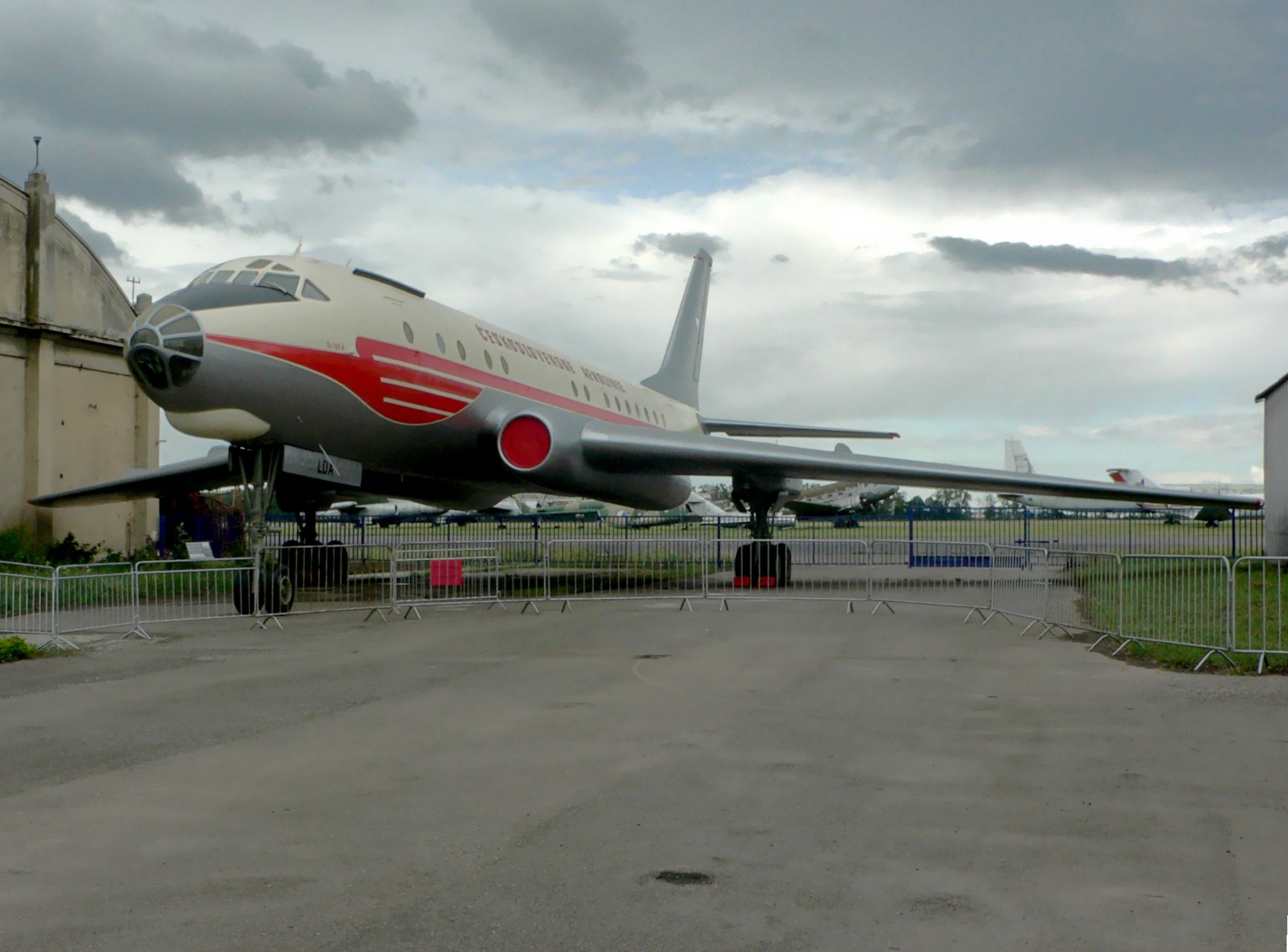
チェコスロバキア航空のTu-104型機

Tu-104の早期の営業路線導入は、「共産主義国であるソ連がジェット旅客機を運航しているほど技術が進んでいる」ということを世界に示すというプロパガンダの目的があったともいえる。
そのため経済的でなかったにもかかわらずアエロフロート・ソビエト航空に納入されたのは1956年5月であり、9月には国内線に就航した。その時の乗客定員は50名であったが、その後胴体延長により100名まで増加した。
またチェコスロヴァキアの国営航空会社チェコスロヴァキア航空(CSA)も運航した。チェコスロヴァキア航空が運用した機体のうち、登録記号OK-NDFの機体は映画撮影のためにアリタリア航空機の塗装に変更され、機体の左半分はアリタリア航空の塗装で運航された。冷戦下においてソ連製航空機に西側航空会社の塗装がなされた珍しい例である。
- アリタリア航空塗装のTu-104

## その後の経過

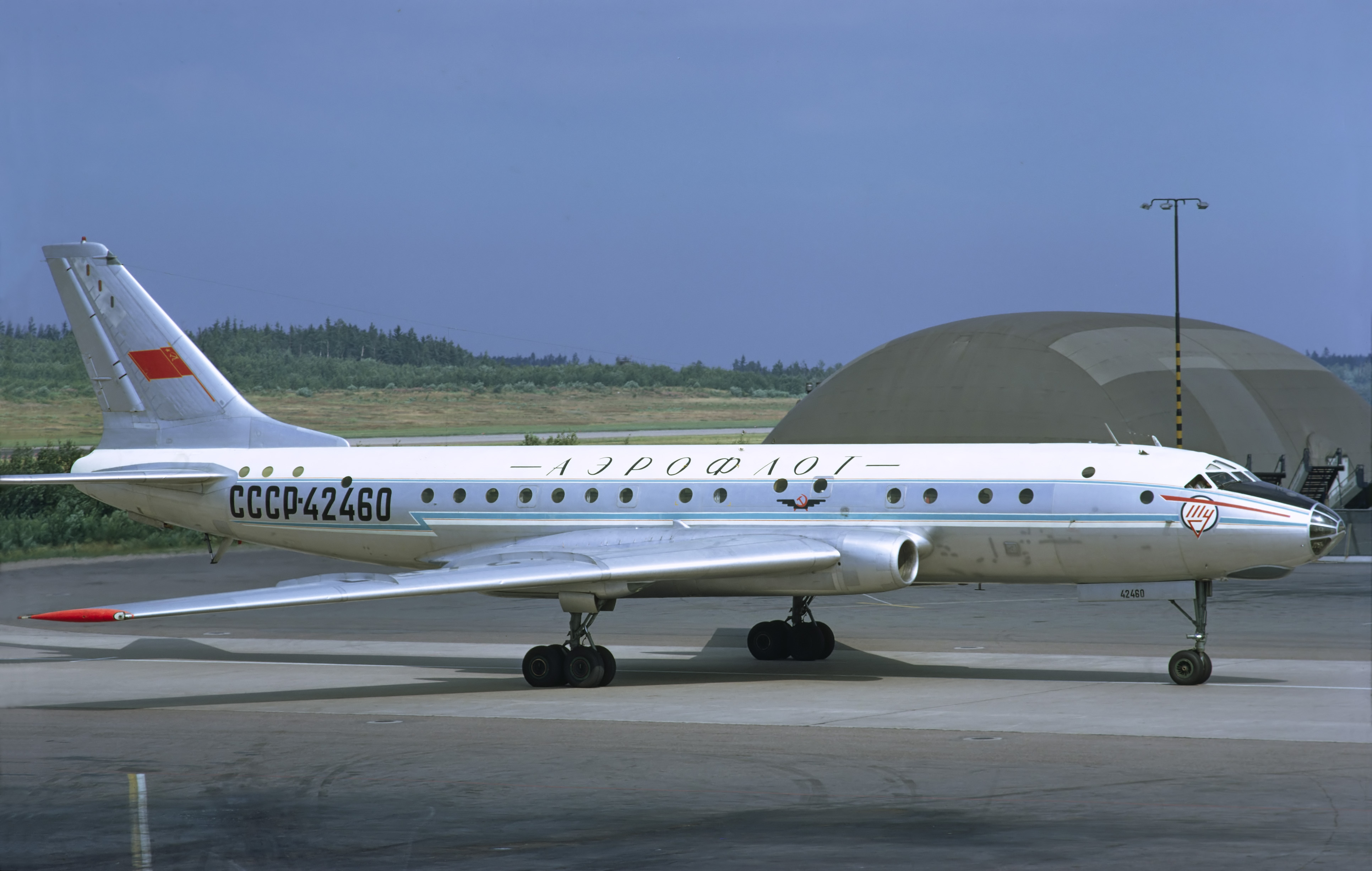
アエロフロート・ソビエト航空のTu-104B型機

Tu-104は初期のジェット旅客機であり技術的に未完成であったため、「Tu-104は史上最も危険なソ連製旅客機」といわれるほど事故が多く、製造された201機の約5分の1に相当する37機が事故で失われ、述べ1137人が犠牲となった。
水平安定板の欠陥によって失速した際に機首が跳ね上がる特性があり、同機の墜落事故のうち2件はこの特性が原因とされる。たとえば1958年にはアエロフロート・ソビエト航空の2機のTu-104が巡航中に乱気流に遭遇したため操縦不能になり墜落したが、2機目のパイロットが最後に経過を報告した通信記録により欠陥が発覚し、水平安定板の改良がなされた。また、翼の空力設計が不十分なため、低速での飛行時に前触れなしに突然失速して操縦不能に陥る危険な傾向があった。そのため、離着陸は通常の航空機と比較して高速で行う必要があり、減速用のパラシュートが装備されていた。
生産は1960年に打ち切られたが、1981年まで旅客機として運航された。その後空軍に引き取られ要員輸送用として利用された機体もあり、またソ連の宇宙飛行士の移動専用の機体も存在した。1986年に博物館へのフェリーフライトを最後に退役した。

## 派生タイプ一覧
- Tu-104 – 初期生産型で、定員は50名。ミクーリンAM-3ターボジェットエンジンを2基搭載。全29機製造。
  - Tu-104 2NK-8 –クズネツォフNK-8型エンジンを搭載したタイプ。計画のみで製造されず。
- Tu-104A – 1957年登場の改良形。ミクーリンAM-3Mエンジンを搭載し、定員が70名に増加した。80機が製造され、うち6機はチェコスロバキアへ輸出された。
  - Tu-104AK – 宇宙飛行士の訓練用に、無重力飛行を行えるよう改造された機体。全2機が改造。
  - Tu-104A-TS – 貨物・医療救護用にTu-104Aを改造。全5機が改造された。
- Tu-104B –胴体を延長し、出力が大幅に増強されたミクーリンAM-3M-500エンジンを搭載した改良型。定員が100名に増加した。1959年4月15日、アエロフロートのモスクワ-サンクトペテルブルク線でデビュー。95機が製造された。後年、一部の機体はTu-104V-115へと改造された。
  - Tu-104B-TS – 貨物・医療救護用にTu-104Bを改造。全6機が改造された。
- Tu-104D – Tu-104Aを改造し、85席の座席を設けたタイプ。
- Tu-104D 3NK-8 – NK-8エンジン3発を搭載する、Tu-154の原型機。計画のみ。
- Tu-104E – RD-16-15を搭載し、出力向上と燃費の改善を狙った機体。2機がTu-104Bから試験的に改造されたが、Tu-154の登場によって本格採用は見送られた。
- Tu-104G(その1) – Tu-16を改造した訓練機。1機のみ改造。後述の政府専用機とは同じ形式名だが別物。
- Tu-104G(その2) – 座席を54席設けたソ連政府専用機。前述の訓練機とは同じ形式名だが別物。
- Tu-104LL – 空対空ミサイルの実験等に使用するため、ツポレフ設計局が所有していた実験機。
- Tu-104SH – 航空士訓練の為に使用されていた機体。
- Tu-104CSA – チェコスロバキア航空で使用する為にカスタマイズされたタイプ。
- Tu-104V(初代) – 117席で3-3列座席を搭載した改良型。計画中止で生産されず。
- Tu-104V(2代目) – Tu-104Aを改造し、定員を100～105人まで増加させた形。後期型はシートピッチの切り詰め等により、更に115人まで定員が増加した。
- Tu-104V-115 – Tu-104Bを改造し、定員を115人まで増加させた形。アビオニクス機器にも若干の改良がなされている。
- Tu-107 – 機体強化と貨物扉の設置により軍用輸送機へとコンバートされた機体。1機のみ製造。
- Tu-110 – AL-7Pターボファンエンジンを4基搭載した機体。3機が製造。
- Tu-118 – クズネツォフTV-2Fエンジンを4基搭載したターボプロップタイプの機体。計画のみ。

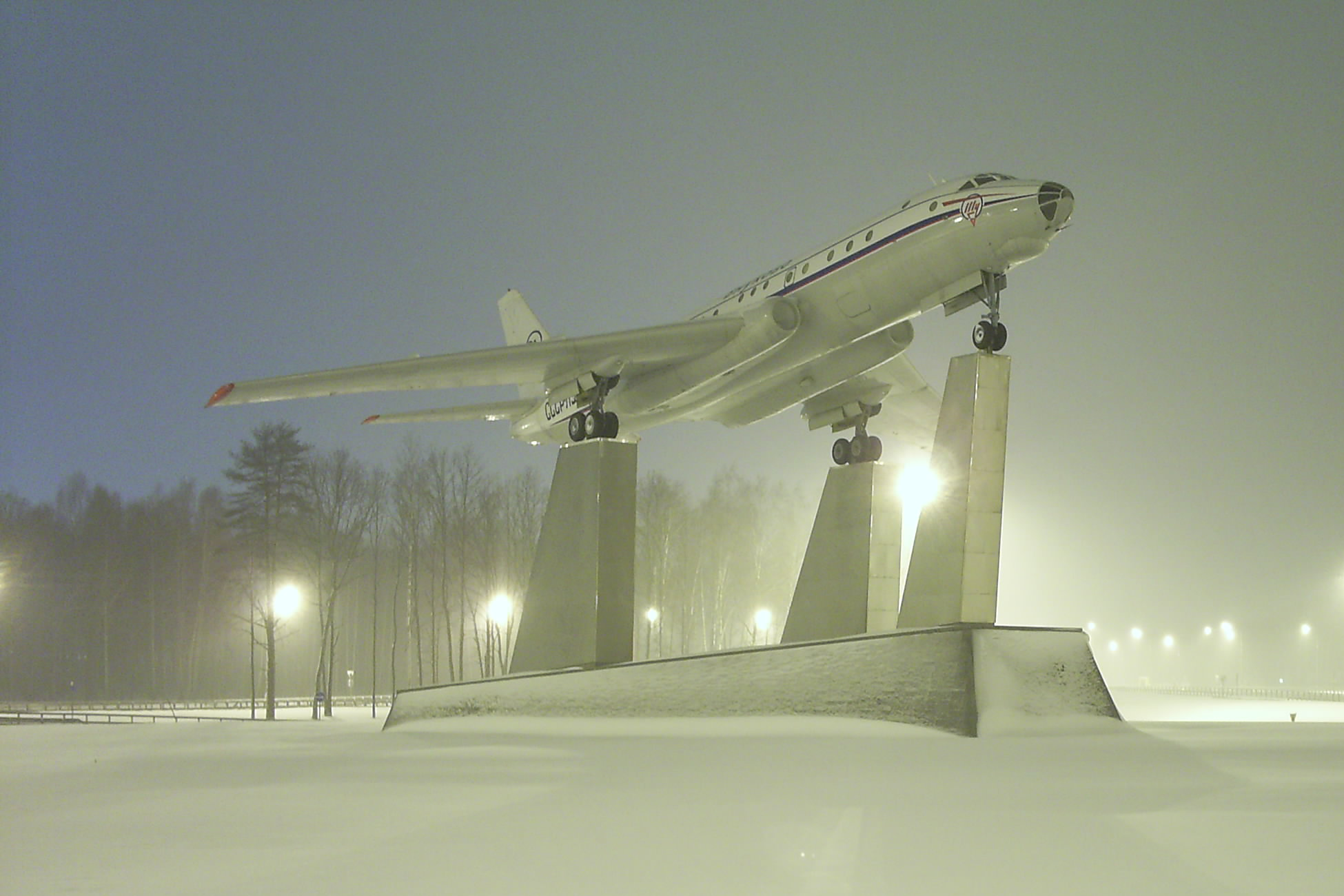
ヴヌコーヴォ空港の近くに展示されているTu-104B(CCCP-L5412)

## スペック（Tu-104B）
- 全長: 40.05m
- 翼巾: 34.54m
- 全高: 11.90m
- 空荷重量: 41,600 kg (91,710 lb)
- 最大離陸重量: 41,600 kg (91,710 lb)
- 翼面積: 184 m2 (1,975 ft2)
- 運航乗務員数: 7名
- エンジン: ミクーリン設計局製 ミクーリン AM-3-500 ターボジェットエンジン×2
- 推力: 95.1 kN (21,400lb)
- 座席数: 50-100
- 巡航速度: 750 km/h
- 巡航高度: 11,500 m (37,730 ft)
- 最大速度: 950 km/h (512 knots, 590 mph)
- 航続距離: 2650 km (1,430 nm, 1,650 mi)
- 上昇率: 10 m/s (2,000 ft/min)

## 事故

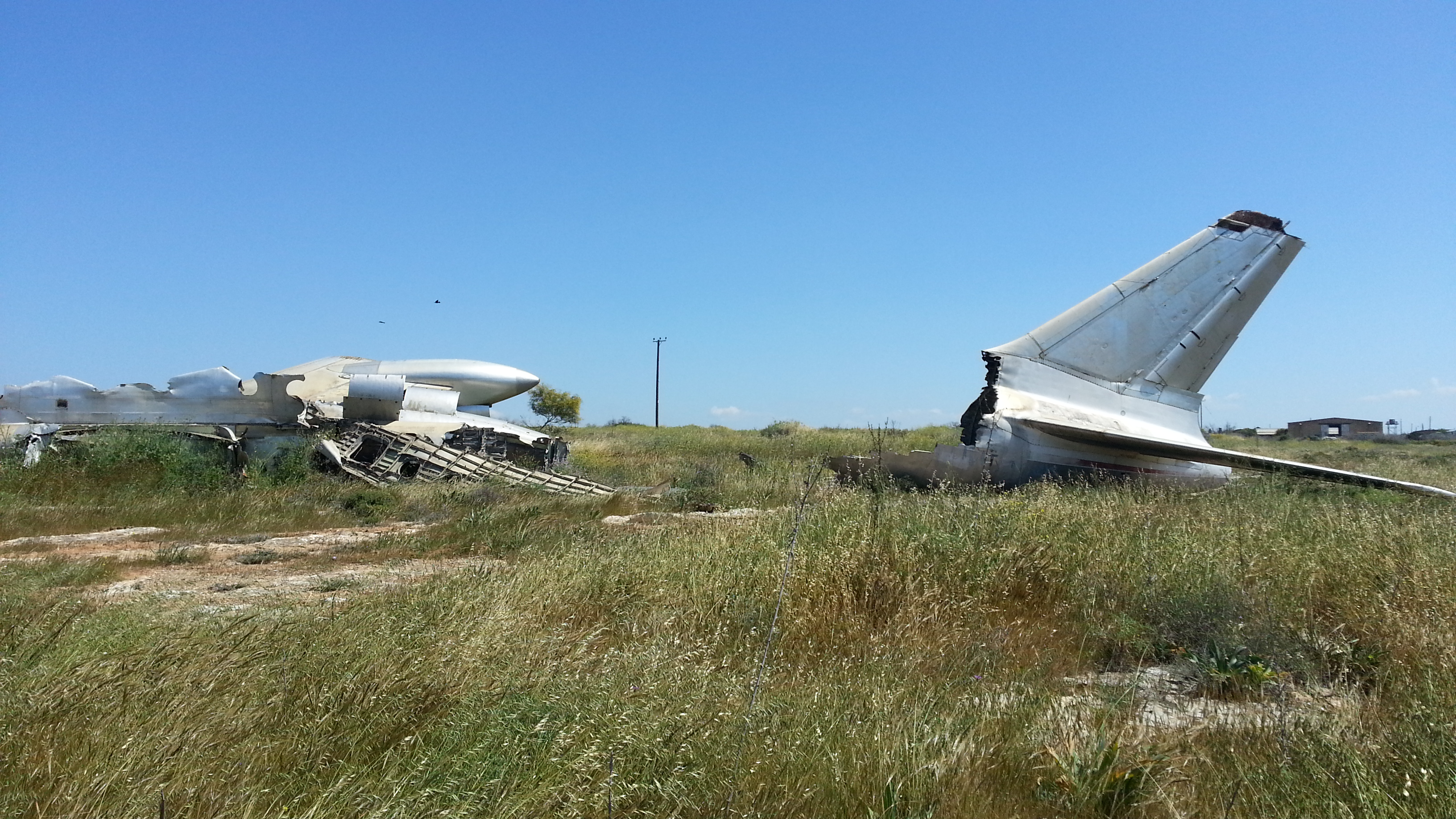
ニコシア空港近くのチェコスロバキア航空のTu-104(OK-MDE)の残骸(2015年)

アメリカ飛行安全財団によると、1958年から1981年の間に、製造された37機のうち16機のTu-104が墜落事故で失われ(ハル損失率=18%)、合計1140人が死亡した。

### 1950年代
1958年2月19日
アエロフロート機Tu-104(СCСР-Л5414)が、エカテリンブルクからモスクワへの航行中に燃料が枯渇したためサヴァスレイカ空軍基地へ強制着陸。3人の乗組員は全員が生き残った。
1958年8月15日
アエロフロート機Tu-104A(СССР-Л5442)が12,000m(39,000フィート)で上昇気流に入った後、ハバロフスク地方のハバロフスキー地区で失速・墜落し乗員乗客64人全員が死亡。Tu-104最初の死亡事故。
1958年10月17日
鄭振鐸ら中華人民共和国の代表団を載せたアエロフロートのチャーター機Tu-104A(СCСР-42362)が北京からモスクワへ向かう途中のチュヴァシ自治ソビエト社会主義共和国ヴァルナル地区カナシュ付近で上昇気流に巻き込まれて急失速、乗員乗客80人が全員死亡。8月の事故に続いての惨事で特定の大気条件で飛行する際に縦方向の安定性を失う傾向があると判明し、ツポレフ側が急遽マニュアル改訂や水平安定板などの改良を実施した。

### 1960年代
1962年9月3日
モスクワからペトロパブロフスク・カムチャツキーに向かっていたアエロフロート機Tu-104A(СCСР-42366)が途中ハバロフスクを離陸直後に操縦不能に陥りナナイスキー附近の湿地に墜落、乗員乗客84人全員死亡。
1963年7月13日
北京からモスクワに向かっていたアエロフロート機Tu-104B(СCСР-42492)が途中イルクーツクに着陸しようとして地面に激突、乗員乗客35人中33人が死亡。

### 1970年代
1970年6月1日
プラハからリビア・トリポリに向かっていたチェコスロバキア航空機Tu-104A『プルゼニ』(OK-NDD)がトリポリ近郊で墜落。視界不良が原因で乗員乗客13人全員死亡。
1971年7月25日
オデッサからウラジオストクに向かっていたアエロフロート機Tu-104B(СCСР-42405)が途中イルクーツクに着陸寸前に失速、強行着陸の際に炎上し乗員乗客118人中97人が死亡。
1977年1月13日
ハバロフスクからアルマ・アタに向かっていたアエロフロート機Tu-104A(СCСР-42369)がアルマ・アタ着陸寸前にエンジン火災が発生、墜落・炎上し乗員乗客96人全員死亡。
1979年3月17日
モスクワ・ヴヌーコヴォ国際空港を離陸したオデッサ行きアエロフロート機Tu-104B(СCСР-42444)が離陸直後に計器誤作動から左エンジンが停止、急遽空港に戻ろうとするも空港付近で墜落し乗員乗客119人中58人が死亡。これを機にTu-104の老朽化が問題となり1979年11月にアエロフロートのTu-104全機運行中止が決定された。

### 1980年代
1981年2月7日
ソ連海軍所有のTu-104A (СCСР-42332）がレニングラード・プーシキン空港離陸直後に失速・墜落し乗員乗客50人全員死亡、ソ連太平洋艦隊の指揮官・艦長・幕僚が全員犠牲となりTu-104の運用の全面中止を決定させることとなった。

## オペレーター
チェコスロバキア
- チェコスロバキア航空
- チェコスロバキア空軍

 モンゴル
- モンゴル軍

 ソビエト連邦
- アエロフロート
- ソ連空軍